# Warhammer Quest (jeu vidéo)
Warhammer Quest est un jeu vidéo de stratégie au tour par tour développé par Rodeo Games et édité par Chilled Mouse, sorti en 2013 sur Windows, Mac, Linux, PlayStation 4, Xbox One et iOS.

## Accueil
- Gamezebo : 4,5/5[1]
- IGN : 7,5/10[2]
- Pocket Gamer : 8/10[3]
- TouchArcade  : 4,5/5[4]